# 저비용 항공사

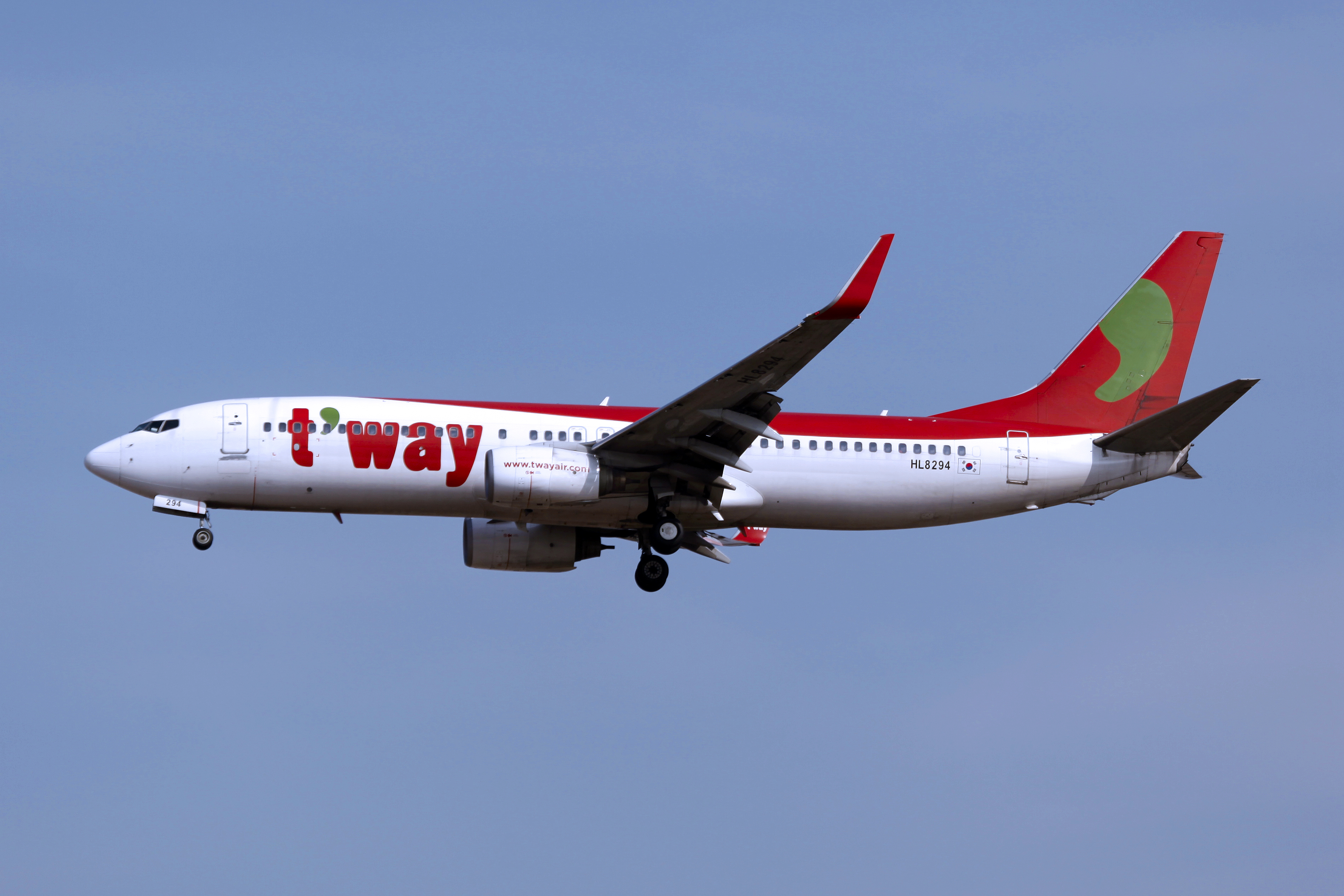
티웨이항공

저비용 항공사(低費用航空社, 영어: low-cost carrier; LCC)는 기내 서비스를 줄이거나 보유 항공기의 기종을 통일하여 유지 관리비를 줄이는 등의 효율화와 비용 절감을 통해 낮은 운임으로 운행하는 항공사이다.
이 개념은 미국의 퍼시픽 사우스웨스트 항공에 의해 처음 고안되어 1990년대 초에 유럽으로 확산되었고, 현재는 저비용 항공사의 여객기들이 비행시간 3~4시간 이내의 단거리 노선을 중심으로 세계 전역에서 운항하고 있다.

## 개요
저비용 항공사는 운영 비용 최소화에 특히 중점을 두고 운영되는 항공사이다. 운임에 제공되는 전통적인 서비스와 편의 시설로 인해 운임이 낮아지고 편안함이 줄어든다. 항공권 가격 인하로 인한 수익 손실을 보상하기 위해 항공사는 기내 수하물 요금과 같은 추가 요금을 부과할 수 있다. 2020년 4월 현재 세계 최대의 저가 항공사는 사우스웨스트 항공(Southwest Airlines)으로, 주로 미국과 일부 주변 지역에서 운항된다.
이 용어는 경쟁사보다 운영 비용 구조가 낮은 항공사를 지칭하는 항공 업계에서 유래되었다. 이 용어는 운항 모델에 관계없이 저렴한 항공권 가격과 제한된 서비스를 제공하는 모든 항공사에 적용되는 경우가 많지만, 저가 항공사는 서비스 없이 단거리 항공편을 운항하는 지역 항공사 또는 일부 할인된 항공편을 제공하는 풀 서비스 항공사와 구별된다.
일부 항공사는 일반적으로 기존 주요 항공사의 서비스와 관련된 제품을 유지하면서 저가 광고를 한다. 이러한 제품에는 선호 또는 지정 좌석, 케이터링, 차별화된 프리미엄 객실, 위성 또는 지상 기반 Wi-Fi 인터넷, 기내 오디오 및 비디오 엔터테인먼트가 포함된다. 최근에는 특히 북미와 유럽에서 이러한 서비스와 편의 시설을 제공하지 않는 항공사를 지칭하기 위해 "초저가 항공사"(ULCC)라는 용어가 사용되었다.

## 사업 모델
저가 항공사 사업 모델 관행은 매우 다양하다. 일부 관행은 특정 지역에서 더 일반적이지만 다른 관행은 일반적으로 보편적이다. 모든 저가 항공사의 공통 주제는 기존 항공사에 비해 비용 절감 및 전체 운임 절감이다.
기존 항공사도 이러한 몇 가지 관행을 사용하여 비용을 절감했다.

### 일반적인 관행

#### 항공기
대부분의 저비용 항공사는 단일 승객 등급으로 구성된 항공기를 운영하며 대부분은 단일 항공기 유형만 운영하므로 객실 및 지상 승무원은 한 가지 유형의 항공기에서만 작업하도록 교육을 받아야 하지만 일부 저비용 항공사는 두 가지 이상의 유형을 운영하고 두 가지 이상의 승객 등급으로 항공기를 구성한다. 이는 예비 부품과 기계공이 한 가지 유형의 항공기에만 전담되므로 유지 관리 관점에서도 유리한다. 이들 항공사는 좁은 동체(단일 통로) 항공기에 적합한 단거리 항공편을 운항하는 경향이 있다. 그러나 최근에는 장거리 저가항공에 대한 수요가 증가하고 있으며, LCC의 장거리 노선 실현 가능성을 높여주는 차세대 항공기의 출시도 늘어나고 있다.
과거에 저가 항공사는 맥도널 더글러스 DC-9 및 보잉 737의 구형 모델과 같이 중고로 구입한 구형 항공기를 운영하는 경향이 있었다. 2000년 이후 항공기는 일반적으로 에어버스 A320 제품군과 같은 최신 항공기로 구성된다. 및 보잉 737. 새 항공기를 구입하는 것은 일반적으로 중고보다 비싸지만 새 항공기는 연료, 교육, 유지 보수 및 승객당 승무원 비용 측면에서 매우 효율적이므로 장기적으로 운영하는 것이 더 저렴하다.
2013년에 ch-aviation은 저가항공사의 함대 전략에 관한 연구를 발표했다. 항공기를 대량 발주하는 주요 LCC는 이를 통해 큰 폭의 할인을 받을 수 있고, 이로 인해 인도 후 불과 몇 년 만에 항공기를 상대적으로 낮은 운영비를 유지할 수 있을 만큼 높은 가격에 판매할 수 있다고 요약했다.
항공기는 종종 최소한의 옵션 장비 세트로 작동하여 구입 및 유지 관리 비용을 더욱 절감할 뿐만 아니라 항공기 중량을 낮게 유지하여 연료를 절약한다. 라이언에어 좌석은 뒤로 젖혀지지 않으며 뒷주머니가 없어 청소 및 유지관리 비용이 절감된다. 다른 것들은 창문 가리개가 없다. ACARS 등 조종사 편의사항은 제외될 수 있다. 많은 미국 저가 항공사가 기내에서 위성 TV나 라디오를 제공하기는 하지만 기내 엔터테인먼트 시스템을 이용할 수 없는 경우가 많다. 또한 항공기에 LCD 모니터를 설치하고 전통적인 경로-고도-속도 정보와 함께 광고를 방송하는 방식도 인기를 얻고 있다. 대부분의 항공사는 예약 좌석을 제공하지 않으며 승객이 일찍 탑승하고 신속하게 탑승하여 처리 시간을 단축할 수 있기를 바란다. 일부에서는 예약 좌석 대신 추가 비용을 지불하고 우선 탑승을 허용하고, 일부에서는 추가 비용을 지불하고 비상구 열(다리가 긴 공간) 좌석을 예약할 수 있다.

#### 단순성
항공사는 편도 티켓을 왕복 요금의 절반으로 청구하는 등 더 간단한 요금 체계를 제공하는 경우가 많다. 일반적으로 비행기가 가득 차면 요금이 인상되므로 조기 예약에 대한 보상이 제공된다. 유럽(그리고 사우스웨스트사의 역사 초기)에서는 두 항공편이 동일한 항공사를 이용하더라도 수하물이 한 항공편에서 다른 항공편으로 옮겨지지 않는다. 이는 비용을 절감하고 승객이 직항편을 이용하도록 장려하는 것으로 생각된다. 항공권은 환승과 함께 판매되지 않으므로 지연이 발생할 경우 항공사는 승객의 연결에 대한 책임을 회피할 수 있다. 저가항공사의 경우 하루 1편, 노선당 1편으로 일정이 빡빡한 경우가 많아 연결편을 놓치면 대안을 찾기 어렵다. 현대 미국 기반 저가 항공사는 일반적으로 연속 항공편을 위해 수하물을 이전할 뿐만 아니라 수하물을 다른 항공사로 이전한다. 많은 항공사에서는 승객이 계단을 통해 탑승하도록 선택한다. 제트웨이는 일반적으로 임대 비용이 더 많이 들기 때문이다.
종종 저가 항공사는 더 작고 덜 혼잡한 보조 공항으로 비행하거나 항공 교통 지연을 피하고 더 낮은 착륙 비용을 활용하기 위해 사용량이 적은 시간에 공항으로 비행한다. 이것이 라이언에어가 런던 지역의 개트윅 공항, 루턴 공항 및 스탠스테드 공항으로 비행하는 이유이며 이지젯(easyJet)이 파리 샤를 드골 공항 및 암스테르담 스키폴 공항으로 비행할 수 있는 이유이다. 하지만 런던의 경우 공항이 거의 꽉 차서 기지를 건설할 공간이 없어 어차피 저가항공사들은 히드로를 이용할 수 없을 것이다. 항공사는 더 짧은 시간 내에 항공기를 하역, 서비스 및 재적재(턴어라운드)하는 경향이 있으며 늦은 승객을 기다리지 않아 항공기를 최대한 활용할 수 있다.

### 차별화
모든 저가 항공사가 위 사항을 모두 구현하는 것은 아니다. 예를 들어, 일부 항공사는 할당된 좌석으로 차별화하려고 노력하는 반면, 다른 항공사는 두 가지 이상의 항공기 유형을 운영하며, 또 다른 항공사는 상대적으로 운영 비용이 높지만 요금은 더 낮다. 예를 들어 제트블루는 모든 승객 좌석에 기내 엔터테인먼트 기능을 갖추고 있다. 기타 항공사는 현지 법률에 따라 구현할 수 있는 사항이 제한되어 있다. 예를 들어 라이언에어는 아일랜드 항공청의 요구에 따라 항공기에서 창문 블라인드를 제거할 수 없다. 공급이 증가함에 따라 이러한 브랜드별 차별화는 향후 저가항공사 성공의 중요한 기준이 된다. 많은 전문가들은 항공사 수를 고려할 때 가격 경쟁만으로는 충분하지 않다고 생각하기 때문이다.
저가항공사들이 늘어나면서 이들 항공사들은 기존 항공사들에 이어 서로 경쟁을 벌이기 시작했다. 미국에서는 항공사들이 모델에 변형을 도입하여 대응했다. 제트블루는 위성 TV를 광고한다. 광고주 지원 스카이버스 항공(Skybus Airlines)은 2007년 콜럼버스에서 출발했지만 2008년 4월에 운항을 중단했다. 유럽에서는 비용 절감과 단순한 서비스에 중점을 두고 있다. 2004년에 라이언에어는 항공기에서 등받이 조절 좌석, 창문 블라인드, 좌석 머리받침 커버, 좌석 주머니를 제거하겠다는 제안을 발표했다.
에어 인디아 익스프레스는 대부분의 항공편에서 음료와 함께 무료 식사를 제공한다.

### 초저가항공사
"초저가 항공사"(ultra low-cost carrier, ULCC)라는 용어는 모델이 표준 저비용 항공사의 모델과 더 다른 일부 저비용 항공사를 구별하기 위해 사용되었으며, 초저가 항공사는 요금에 최소한의 포함 사항을 가지고 있다. 추가 비용이 더 많이 든다.
미국 시장에서는 스피릿 항공과 얼리전트 항공이 가장 일반적으로 초저가 항공사로 불려 왔으며, 프론티어 항공은 2015년에 초저가 항공사로 자리매김했다. 전 얼리전트 에어(Allegiant Air)의 COO인 주드 브리커(Jude Bricker)가 새로운 CEO로 임명된 후, 선 컨트리 항공은 2017년부터 초저가 항공사 모델로 전환하기 시작했다.
유럽에서는 라이언에어와 위즈 에어(Wizz Air)가 가장 대표적인 ULCC이다.
캐나다에서는 Lynx Air가 2022년에 서비스를 시작했다. Swoop은 웨스트제트가 소유한 초저가 항공사이다.

### 가격정책
저가 항공사의 가격 정책은 일반적으로 할인과 항공권 프로모션 등 매우 역동적이다. 다른 운송업체와 마찬가지로 광고된 가격이 매우 낮더라도 요금과 세금이 포함되지 않는 경우가 많다. 일부 항공사의 경우 일부 항공편은 무료(해당 세금, 수수료 및 요금 포함)로 광고된다. 항공사에 따라 모든 항공편 좌석의 최대 10%가 가장 낮은 가격으로 제공되고 가장 먼저 판매될 수 있다. 그 이후로 가격은 풀 서비스 항공사의 항공편과 비슷하거나 더 비쌀 수 있을 정도로 꾸준히 상승한다.
대부분의 항공사는 항공권에 추가 세금과 수수료를 부과한다. 일부 저가 항공사는 신용카드가 유일한 결제 방법인 경우 신용카드 수수료를 부과하는 등 터무니없어 보이는 수수료를 부과하는 것으로 알려져 있다.

## 역사
여행 및 패키지 운영업체는 현대 항공 역사의 상당 부분에서 저렴한 가격과 저렴한 여행을 제공했지만, 베트남 전쟁 이후에야 이 비즈니스 모델이 확대되었다. 다양한 항공권 통합 업체, 전세 항공사, 채널에어웨이즈(Channel Airways) 및 코트라인(Court Line)과 같은 저급 비행 혁신 업체를 통해 여행하는 대중은 짧은 휴가보다는 새롭고 점점 더 멀리 떨어져 있고 이국적인 장소로 휴가를 여행하고 싶어하도록 조건화되었다.
세계 최초의 저가 항공사는 퍼시픽 사우스웨스트 항공(PSA)으로, 1949년 5월 6일 캘리포니아 남부와 북부를 연결하는 주 내 항공편을 시작했다. PSA의 가벼운 분위기와 효율적인 운영은 초기에 큰 성공을 거두었으며 수많은 저가 항공사 출발에 영감을 주었다. 1960년대 중반부터 미국 전역에 걸쳐 확산되었다. 허브 켈러허(Herb Kelleher)는 PSA의 성공을 연구했으며 1971년 사우스웨스트 항공(Southwest Airlines)을 설립할 때 그들의 문화를 면밀히 모방했다.
더 저렴한 대서양 횡단 요금을 제공한 최초의 항공사는 1964년 아이슬란드 항공사인 로프틀레이디르(Loftleiðir)였으며 종종 "히피 항공사"라고 불렸다. 많은 젊은 미국인들은 졸업 후 "구세계 문화"를 경험하기 위해 유럽으로 여행을 떠났고, 그들은 편안하거나 정확한 시간보다 저렴하게 그곳에 도착하는 데 더 관심을 가졌다. 로프틀레이디르는 속도나 시간 엄수로 유명하지 않았지만 회사와 함께 비행하는 것은 나중에 미국 대통령이 된 빌 클린턴(Bill Clinton)을 포함한 젊은 "히피"들에게 일종의 통과 의례가 되었다.
단순한 대서양 횡단 서비스를 제공하는 최초의 항공사는 프레디 레이커(Freddie Laker)의 레이커 항공(Laker Airways)으로, 1970년대 후반 런던과 뉴욕 간 유명한 "스카이트레인" 서비스를 운영했다. 레이커의 경쟁사인 영국항공(British Airways)과 팬암(Pan Am)이 스카이트레인 가격을 책정해 시장에서 퇴출된 이후 서비스가 중단됐다.
미국에서는 미드웨이 항공(Midway Airlines), 아메리카 웨스트 항공(America West Airlines) 등의 항공사가 트랜스 월드 항공(Trans World Airlines), 아메리칸 항공(American Airlines) 등 전통적이고 확고한 기존 항공사에 비해 CASM(가용 좌석 마일 비용) 이점을 곧 실현했다. 종종 이러한 CASM의 이점은 발루젯(ValuJet), 미드웨이 항공 등과 같은 새로운 신생 항공사의 새로 고용된 낮은 임금 등급 근로자의 낮은 인건비에만 기인한다. 그러나 이러한 낮은 비용은 인건비 절감 외에도 이러한 새로운 항공사가 운항을 시작한 덜 복잡한 항공기 함대 및 노선 네트워크에 기인할 수도 있다.
경쟁이 심하고 규제가 완화된 미국 항공 산업에 새롭게 진입하는 저비용 및 신생 기업에 맞서기 위해 주요 노선의 주요 항공사와 네트워크 레거시 항공사는 전략적으로 주요 항공사 브랜드와 기업 구조 내에서 단순한 부서를 개발했다. 그 중에는 콘티넨털 라이트, 델타 익스프레스, 메트로젯(MetroJet), 셔틀 바이 유나이티드, 송에어 및 테드 항공이 있다. 그러나 이들 '항공사 안의 항공사'는 대부분 경제적 합리화나 경쟁압력이 가라앉으면 수명이 짧고 빠르게 해체됐다.
지역 운항을 아웃소싱함으로써 지역 노선 네트워크와 관련하여 가능한 모든 방법으로 비용을 절감하려는 본선, 메이저 또는 레거시 항공사의 욕구를 활용하여 지역 항공기를 운영할 수 있는 최저 비용의 항공사 입찰자인 차세대 저비용 항공사에게 지역 운영을 아웃소싱한다. 이름만은 다양한 수준의 성공을 거두며 미국에서 곧 발전했다. 이러한 다양한 저가 및 할인 사업자 중에는 기존 전세 항공사의 대규모 항공기 서비스를 이용하여 성공을 거둔 주목할만한 신생 기업이 있었다. 이 그룹 중에는 다이렉트 에어, 피플 익스프레스 항공, 웨스턴 및 제트아메리카와 같이 서비스를 시작하지 않은 서비스를 포함, 가상 항공사가 있었다.
일본에서는 2012년 피치(Peach), 젯스타 재팬(Jetstar Japan), 에어아시아 재팬(AirAsia Japan)이 운항을 시작하면서 저비용 항공사들이 시장에 본격적으로 진출했으며, 각 항공사는 국내 기존 항공사와 한 명 이상의 외국 투자자의 재정 후원을 받았다. 2013년 중반까지 이러한 새로운 LCC는 국내 기존 항공사의 좌석 킬로미터당 10~11엔에 비해 좌석 킬로미터당 약 8엔의 단가로 운영되었다. 그러나 단가는 일본의 착륙 비용과 인력 비용이 더 높기 때문에 말레이시아 에어아시아의 좌석 킬로미터당 3엔보다 여전히 훨씬 높았다.

### 시장 점유율

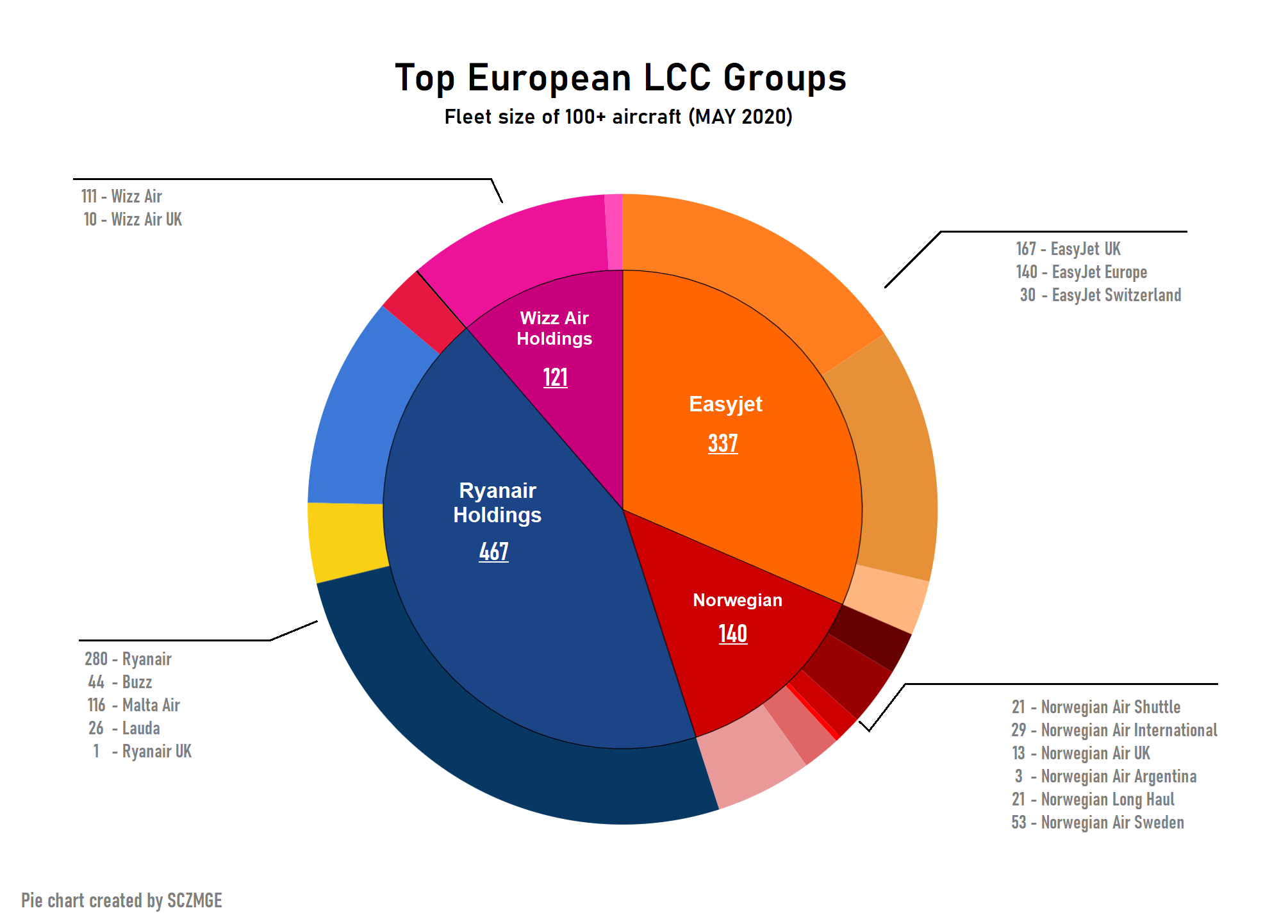
유럽 최고의 저가 항공사 지주 회사 및 현재 보유 규모

2017년까지 저가항공사는 남아시아에서 57.2%, 동남아시아에서 52.6%의 시장 점유율을 달성했다. 시장 점유율은 유럽 37.9%, 북미 32.7%로 다소 낮은 수준을 유지했다.
유럽연합 집행위원회의 경우 2012년 LCC 시장 점유율(44.8%)이 기존 항공사(42.4%)를 초과했다. 2002년부터 2017년까지 영국의 경우 국제 좌석 수용 능력 중 LCC 점유율이 23%에서 57%로 증가했다. 10%에서 55%로 증가했다. 이탈리아는 9%, 스페인은 9%에서 56%로 증가했지만 국내 좌석 수용력은 여전히 증가할 여지가 있다. 2017년 프랑스는 19%, 독일은 25%로 영국의 66%, 스페인 및 스페인의 48%와 비교된다. 이탈리아에서는 47%이다.
2019년 초에는 100개 이상의 LCC가 6,000대의 항공기를 운영했으며, 이는 2009년 말 2,900대의 항공기보다 두 배 증가한 수치이다. 2018년 좌석 수용 능력은 거의 17억 개에 이르렀다. LCC는 2018년 15억 6,400만 개로 지역 내 좌석 수용 능력의 33%를 차지했다. 이는 2008년 25%인 7억 5300만 명에서 증가했고, 지역 간 좌석 수용력은 1억 100만 명으로 2009년 6%인 2600만 명에서 13% 증가했다. 2018년 좌석 보급률은 유럽 내 41%, 라틴 아메리카 내 36%, 북미 내 32%, 아시아 태평양 내 29%, 중동 내 17%, 아프리카 내 12%였다.

### 장거리 저가
장거리 저비용 운항은 비용 절감 가능성이 거의 없고 좌석 비용도 경쟁사보다 낮아야 하기 때문에 기존 항공사와 차별화하기가 더 어렵다. 장거리 항공기 일정은 저녁에 미국 동부 해안을 떠나 다음 날 아침 유럽에 도착하는 등 시간대 제약에 따라 결정되는 경우가 많으며, 비행 시간이 길어지면 단거리만큼 항공기 활용도를 높일 여지가 적다. 비즈니스 모델은 재정적으로 위험하며 레이커항공(Laker Airways)과 같은 많은 회사가 파산했다.

## 국가별 운영

### 대한민국
대한민국에는 21세기 초반에 저비용 항공사의 개념이 도입되었고 최초의 저비용 항공사는 한성항공(티웨이항공)이다.
대한민국의 저비용 항공사는 지방 공항과 지역을 기반으로 한 경우가 많다. 과거 한성항공의 경우 충청도와 청주국제공항을 중심으로 하다가 경영난 이후 티웨이항공으로 변경하고 대구와 대구국제공항을 허브로 하게 되었고, 청주국제공항은 2021년부터 에어로케이가 허브로서 운항하고 있다. 이후 제주항공은 2006년부터 제주와 제주국제공항을, 에어부산은 2008년부터 부산과 김해국제공항을, 플라이강원은 2019년부터 양양국제공항을 허브로 운항하고 있다.
이는 폐지된 항공사의 경우도 마찬가지인데 영남에어는 영남지역과 김해국제공항을, 코스타항공은 울산과 울산공항을 중심으로 운항하였다. 인천시의 경우 싱가포르를 기반으로 하는 타이거 항공과 힘을 모아 인천타이거항공을 설립하려 했으나, 무산되었다. 이에 인천은 진에어와 협정을 맺는 것으로 방향을 선회하였다.

#### 현재 운항중인 저비용 항공사
대부분 단일 기종 위주였으나, 점차 다양한 기종으로 운항하고 있다.
- 티웨이항공 : B737-800/MAX, A330-300
- 제주항공 : B737-800/MAX
- 진에어 : B737-800/900/MAX, B777-200ER
- 에어부산 : A320-200, A321-200/NEO/LR
- 에어서울 : A321-231/232
- 이스타항공 : B737-8/86N
- 플라이강원 : B737-800/A330-200
- 에어로케이 : A320-200
- 에어프레미아 : B787-9

### 일본과 중국
일본에는 피치 항공, 제트스타 재팬, 일본춘추항공 등이 있으며, 중화인민공화국에는 춘추항공 등이 있다.

### 기타 국가
- 말레이시아 : 에어아시아와 에어아시아 X가 있다.
- 미국 : 사우스웨스트 항공, 프론티어 항공, 에어트랜, 제트블루 항공, 버진 아메리카가 있다.
- 영국·아일랜드 : 이지젯과 라이언에어가 있다.
- 오스트레일리아 : 제트스타 항공과 버진 오스트레일리아가 있다.
- 싱가포르 : 스쿠트와 제트스타 아시아 항공이 있다.
- 태국 : 녹에어와 타이 에어아시아가 있다.
- 독일 : 저먼윙스, 유로윙스 등이 있다.
- 베트남 : 퍼시픽 항공과 비엣젯 항공가 있다.
- 중화민국 : 타이거 항공 타이완과 유니 항공이 있다.
- 러시아 : 포베다 항공, 오로라 항공, S7 항공, 야쿠티아 항공 등이 있다.
- 아랍에미리트 : 플라이두바이, 에어 아라비아가 있다.
- 프랑스 : HOP!가 있다.

## 비판
저비용 모델의 일부 요소는 정부와 규제 기관의 비판을 받아 왔다. 특히 영국에서는 "헤드라인 운임"(headline fare)을 만들기 위해 저가 항공사와 기타 항공사가 부가 요금을 "분리"하는 문제(공항 수수료나 세금을 광고된 요금의 일부가 아닌 별도의 요금으로 표시함) 낮게 나타나는 경우 집행 조치가 취해졌다. 이것이 가격 책정에 대한 오해의 소지가 있는 접근 방식이라는 점을 고려하여 영국 OFT(Office of Fair Trading)는 2007년 2월 모든 항공사와 여행사에 3개월 동안 모든 고정 비선택 비용을 기본 광고 가격에 포함하도록 했다. 풀서비스 항공사는 지정된 기간 내에 규정을 준수했지만, 저가 항공사는 이 점에서 규정을 덜 준수하여 OFT의 법적 조치를 받을 가능성이 높다.
일부 목적지 도시는 저가 항공사가 비용을 절감하기 위해 이용하는 공항에서 상대적으로 멀리 떨어져 있다. 이에 대한 예로 한 공항, 베체공항 및 히로나 공항이 있다. 이 공항들은 50~90km 떨어져 있음에도 불구하고 저가 항공사에서 각각 프랑크푸르트, 뒤셀도르프, 바르셀로나의 목적지로 광고한다. 이는 대부분 목적지에 더 가깝게 비행하는 경쟁 항공사로부터 비판을 불러일으켰다.
IAG CEO인 윌리 월시(Willie Walsh)는 기존 항공사들이 LCC 모델에 대해 오만하다고 생각했다. 예를 들어, 에어링구스는 2,900만 파운드(3,680만 유로)에 Ryanair를 인수할 기회를 거절했다. 회사는 또한 라이언에어를 개발하지 않고 대신 폐쇄할 것이라고 밝혔다.

## 같이 보기
- 세계의 저가 항공사 목록
- 유럽 저가 항공사 협회
- 초저비용 항공사
- 소형항공운송사업자 (Regional Carrier, Air Taxi)